# Адріана Лаффан
Адріана Грасіела Лаффан Лара (ісп. Adriana Graciela Laffan Lara; 4 вересня 1960, Мехіко — 1 листопада 2023, там само) — мексиканська акторка.

## Життєпис
Народилася 4 вересня 1960 року у Мехіко. Мати — акторка Грасіела Лара (1939—2001). Вивчала акторську майстерність у Національному інституті витончених мистецтв та літератури (INBAL). Наприкінці 1970-х років дебютувала в кіно з невеликими ролями, проте більша частина її кар'єри була пов'язана з компанією Televisa, де вона зіграла у теленовелах «Дім, який я пограбувала» (1981), «Карусель» (1989—1990), «Тінь іншого» (1996), «Чисте кохання» (2007) та інших. У 1981—1984 роках виконувала роль Тіни у гуморестичному телешоу «Cachún cachún ra ra!» на каналі Las Estrellas.
Перебувала у шлюбі з актором Хесусом Арріага. У пари народилися двоє дітей — дочка Марія Хосе і син Еміліано.
Адріана Лаффан померла 1 листопада 2023 року в лікарні у Мехіко в 63-річному віці від ускладнень, викликаних пневмонією.

## Фільмографія
| Рік       |    | Українська назва                 | Оригінальна назва            | Роль                            |
| --------- | -- | -------------------------------- | ---------------------------- | ------------------------------- |
| 1977      | ф  | Воєнний заколот                  | Cuartelazo                   | Марія Ернандес                  |
| 1978      | ф  | Транзитні пасажири               | Pasajeros en transito        | -                               |
| 1980      | с  | Бій                              | El combate                   | Беатріс                         |
| 1981      | с  | Дім, який я пограбувала          | El hogar que yo robé         | Брігіда                         |
| 1981      | с  | Право на народження              | El detecho de nacer          | Марина                          |
| 1987      | кф | Момент повернення                | El instante del retorno      | Мама                            |
| 1989      | с  | Карусель                         | Carrusel                     | Луїса де Палільйо               |
| 1996      | с  | Тінь іншого                      | La sombra del otro           | Бетсі Коркуера                  |
| 1997—2005 | с  | Жінка, випадки з реального життя | Mujer, casos de la vida real | різні персонажі                 |
| 2000—2001 | с  | Перше кохання                    | Primer amor                  | Доріта                          |
| 2001      | ф  | Рідкісний світ                   | Un mundo raro                | художник по костюмах            |
| 2001      | с  | Марія Белен                      | María Belén                  | Маргарита                       |
| 2001      | с  | Гереха мого життя                | Güereja de mi vida           | сеньйора Переа                  |
| 2002      | с  | Команда порятунку                | Cómplices al rescate         | Лулу Мендоса                    |
| 2002—2003 | с  | Клас 406                         | Clase 406                    | Тереза Сальседо                 |
| 2003—2004 | с  | Будинок з привидами              | Alegrijes y rebujos          | Флор Карденас де Мальдонадо     |
| 2004—2005 | с  | Бездушна жінка                   | Mujer de madera              | Хімена                          |
| 2005—2006 | с  | Перешкоди коханню                | Barrera de amor              | Рамона Реєс де Лопес            |
| 2007      | с  | Чисте кохання                    | Destilando amor              | Офелія де Кіхано                |
| 2008      | с  | Сусіди                           | Vecinos                      | Мати-настоятелька               |
| 2008      | с  | Жінки-вбивці                     | Mujeres asesinas             | Марта Асуела                    |
| 2008—2011 | с  | Роза Гваделупе                   | La rosa de Guadalupe         | Рігоберта / Ірене / Емперанса   |
| 2010      | с  | Я твоя хазяйка                   | Soy tu dueña                 | Аманда                          |
| 2011      | ф  | Остання смерть                   | La última muerte             | Марта                           |
| 2011—2019 | с  | Як то кажуть                     | Como dice el dicho           | донья Флор / Беатріс / Анхеліка |
| 2012      | с  | Притулок для кохання             | Un refugio para el amor      | Грасія                          |
| 2012—2013 | с  | Тому що кохання вирішує все      | Porque el amor manda         | Бегонія де Годінес              |
| 2013      | с  | Пліткарка: Акапулько             | Gossip Girl: Acapulco        | Флор                            |
| 2014      | с  | Сеньйора Асеро                   | Señora Acero                 | Вісітасьйон Годінес             |